# Гргур Голубић
Гргур Голубић (умро после 1365) био је српски кесар из времена владавине цара Душана Силног и Уроша Нејаког.
Оскудни су подаци о животу кесара Гргура. О његовом великом утицају сведочи титула кесара која га родбински повезује са династијом Немањића. Титулу кесара цар Душан почео је да дели по успостављању Српског царства, а Гргур Голубић је први који ју је понео. За Гргура Голубића се знало и у удаљеној Папској курији 1347. године. Пре 1361. године кесар Гргур је поклонио раскошне дарове цркви Светог Николе у Барију. Један је од ктитора Свете Богородице у Зауму код Охрида која је завршена 1361. године. У историографији велику недоумицу ствара поистовећивање неких личности са кесаром Гргуром због истог имена. У дубровачким изворима се Гргур Голубић јавља између 1362. и 1365. године, без икакве титуле, као поверљива особа са Урошевог двора. Он се не може изједначити са овим кесаром. Кесар Гргур око 1365. године нестаје са историјске позорнице.

## Идентификација
Поставило се питање да ли је кесар Гргур који се помиње у свим наведеним изворима иста личност. У изворима се јављају и други Гргури, али без презимена и титула, те није сигурно могу ли се идентификовати са кесаром Гргуром. Проблем идентификације отежан је дубровачким документима из 1362. године у коме се поред цара Уроша помиње Гргур Голубић, али без титуле кесара. Георгије Сулис и Доналд Никол, познати византолози, помињу кесара Гргура-Прељуба, што ствара додатну забуну. Постојао је кесар Прељуб, Душанов намесник у Тесалији, али је мало вероватно да би тако познати византолози сјединили две различите особе у исту.
Први историчар који се бавио питањем идентитета кесара Гргура је био Константин Јиречек, почетком 20. века. Он је закључио да извори, поред кесара Гргура Голубића, познају још једног кесара Гргура чије је презиме непознато. Био је то Гргур Бранковић, син севастократора Бранка Младеновића. Јиречеку је као доказ послужио географски положај Богородичине цркве у Зауму чији је ктитор био кесар Гргур. Бранко Младеновић је од времена Душана до 1365. године столовао у Охриду, што је Јиречеку било довољно да донесе мишљење о ктиторској улози његовог сина Гргура и да му припише кесарску титулу која се у натпису помиње.
Ђорђе Сп. Радојичић је после готово пола века поново проучавао заумски натпис. Он је доказао да Гргур, брат Вука Бранковића, никада није носио титулу кесара. Тиме је до тада већ уврежено мишљење у науци, чији је творац Константин Јиречек, одбачено као неистинито. На историјској сцени остао је само један кесар - Гргур Голубић. Ипак, није могуће доказати да је ктитор манастира био управо овај Гргур, или је постојао још неки кесар Гргур.

## Титула
Гргурово порекло, поседи, брачне везе, не могу се са сигурношћу утврдити. Титулу кесара увео је српски цар Душан, уз деспотску и севастократорску титулу, по узору на Византијско царство. Додељивао ју је високим званичницима своје државе који су често са њим били у родбинским односима. Успостављање Српског царства 1346. године је terminus post quem за додељивање кесарске титуле Гргуру. Највероватније је додељивање титуле кесара подразумевало успостављање родбинске или брачне везе са царском породицом. Кесарска титула је по хијерархији долазила одмах иза деспота и севастократора, те је њен носилац морао бити човек од угледа. Познати Душанови кесари били су, поред Гргура, кесар Прељуб, намесник Тесалије, и кесар Војихна, намесник у Серској области. Обојица су постављена у новоосвојеним областима са функцијама намесника. То је посредан доказ да је и Гргуру било додељено место намесника неке новоосвојене области.

## Биографија
Први помен кесара Гргура је у вези покушаја цара Душана да склопи унију са римокатоличком црквом, после проглашења царства. О томе говоре писма папе Климента VI од марта 1347. године која су упућена разним битним људима у околини цара. Примио их је и Никола Бућа, протовестијар. Поред Гргура, Gregorie Golubie Cesari regni Racie, примио их је и которски кнез Михаило, Марко Рагаси, скадарски кнез Петар и капетан Бара Скања Зар. Из овога јасно видимо да је папа упућивао писма римокатолицима од којих је очекивао да прихвате идеју о унији. Посредно се може закључити да је и Гргур имао неке везе са римокатоличком црквом. Није познато ни коликог је утицаја Гргур тада имао на српског цара. Cesar Sclavonie и Cesar Gregoтius помињу се 10. маја 1353. године у инвентару крипте цркве Светог Николе у Барију. Он је приложио црквене посуде крипти. Гргур је поклонио четири сребрна кандила. По инвентару прављеном 5. фебруара 1361. године видимо да је Гргур даровао још и кадионицу у облику звоника од злата и сребра са сребрним дршкама и четири емајлирана грба са црвеним двоглавим орловима, украшену митру са 1008 бисера, столе и манипуле. Овако вредан поклон могао се мерити са поклонима српских владара, што указује да је Гргур био веома богат.
У дубровачком актима поводом склапања мира у Оногошту 1362. године наилазимо на помен Гргура Голубића без титуле. У питању је био мировни споразум између Српског царства и Дубровачке републике. У посредовању са српске стране учествовали су кнез Иван Голубић и његов брат Гргур. Током преговора, браћа су 14. јуна добила од Дубровника право грађанства са могућношћу азила у случају невоља, као и гаранцију о недодирљивости њихових депозита у случају рата са Србијом. Гргур се поново јавља у документу насталом месец дана касније када је са логотетом Дејаном дошао ради потврде мира. Тада је добио као поклон 100 дуката. Константин Јиречек је сматрао да је овај Гргур Голубић истоветна личност са кесаром Гргуром. Међутим, Ђорђе Радојичић је указивао на проблем непојављивања његове титуле у дубровачким документима, што је тешко објаснити, поготово што се јавља хијерархијски нижа титула његовог брата Ивана. Такође, главну улогу имао је Иван, док се Гргур помиње узгредно поред њега, што показује да је можда реч о две различите особе.
У прилог таквом мишљењу је вест да је по стонски доходак 6. децембра 1365. године у Дубровник, као посланик цара Уроша, дошао Гргур Голубић, који је носио титулу кнеза. У трагању за одговором на питање животног пута кесара Гргура из писма папе Климента од 1347. године можда може помоћи дубровачки документ из 1333. године који показује да су се Дубровчани, приликом преговора о откупу Стона, ослањали на протовестијара Николу Бућу и хрватског кнеза Гргура Курјаковића. У повељи краља Душана од 22. јануара 1333. године издатој у Пологу, којом се Дубровнику уступа Пељешац, у списку сведока налази се и Гргур Курјаковић "који се баш тада налазио на српском двору". Његов човек, Младен, априла 1333. године је као кастелан Скопља за краља узео 50 перпера Дубровчанину Храноју, због чега је дошло до парнице. Душан је маја 1333. године одвојио од дубровачког трибута шест коња које му је послао кнез Гргур Курјаковић. Вероватно је Младен био човек Гргура Курјаковића. Гргур је, уз браћу Будислава и Павла, у то време био кнез Крбаве. Одметнуо се од угарског краља Карла Роберта, што се помиње у једном документу из 1326. године. Подржавали су Нелипца који им је био зет. Касније су се измирили са краљем.
Гргур се од 1340. године јавља као старешина породице у залеђу Далмације. Гргур Курјаковић посредовао је између Млетачке републике и угарског краља, а касније је оптужен за неверу и утамничен. Свакако, он није могао бити у Србији у време Царства, нити је могао носити титулу кесара. У оснивачкој повељи цара Душана манастиру Светих Арханђела код Призрена (1348-1353), један од дародаваца био је и кесар Гргур који је манастиру приложио свог човека Дабижива каматника који је имао обавезу да годишње за манастир обезбеди 18 лисичијих крзана. Из овог податка једино се може извести да су поседи кесара Гргура били у области Призрена где се манастир Светих Арханђела налазио.
Последњи помен Гргура као кесара је на ктиторском натпису цркве Свете Богородице у Зауму код Охрида из 1361. године. Поред њега помиње се и име деволског епископа Григорија који је био ктитор живописа. Многи историчари сматрали су по овом натпису да је Гргур захумског порекла, што не мора нужно бити истина. Ипак, ктиторство овој цркви довољан је доказ да је Гргур био православац. Поседи Гргурови налазили су се највероватније у околини Охрида, тј. Заума, где је црква подигнута.
Пред опасношћу од Турака и са жељом да стане на чело крсташког рата, Душан је 1354. године наставио преговоре са авињонским папама, шаљући у Француску изасланство. Папа Иноћентије VI је 1354. године послао мисионаре са писмима у Српско царство, а такође, као и његов претходник, послао је писма угледним личностима окупљеним око српског цара. Овога пута писмо није упућено кесару Гргуру. Сачувана је и папина листа из 1354. године са списком највиђенијих Душанових великаша, међу којима такође није Гргур. Можда је кесар кога помиње папа Климент већ умро. Уколико није био мртав, постоји могућност да се кесар из 1347. године идентификује са оним Гргуром из 1361. године. Мавро Орбин такође помиње кесара Гргура (са кесаром Војихном) међу Душановим саветницима. Иако је Сима Ћирковић утврдио да су которске повеље које је Орбин користио фалсификати, то не значи да је податак који је преузет о Гргуру веродостојан. У једном запису постоји податак да је неки Гргур држао Полог у време краља Вукашина (1365-1371). Јордан Иванов га је без икакве основе поистоветио са кесаром Гргуром. Гргур, чију је жену Теодору привео Вукашинов син Марко, да би је потом предао свом тасту Хлапену и поново узео прву венчану супругу Јелену, поистовећује се са Гргуром Бранковићем.